# Eisenerz-Prozesse

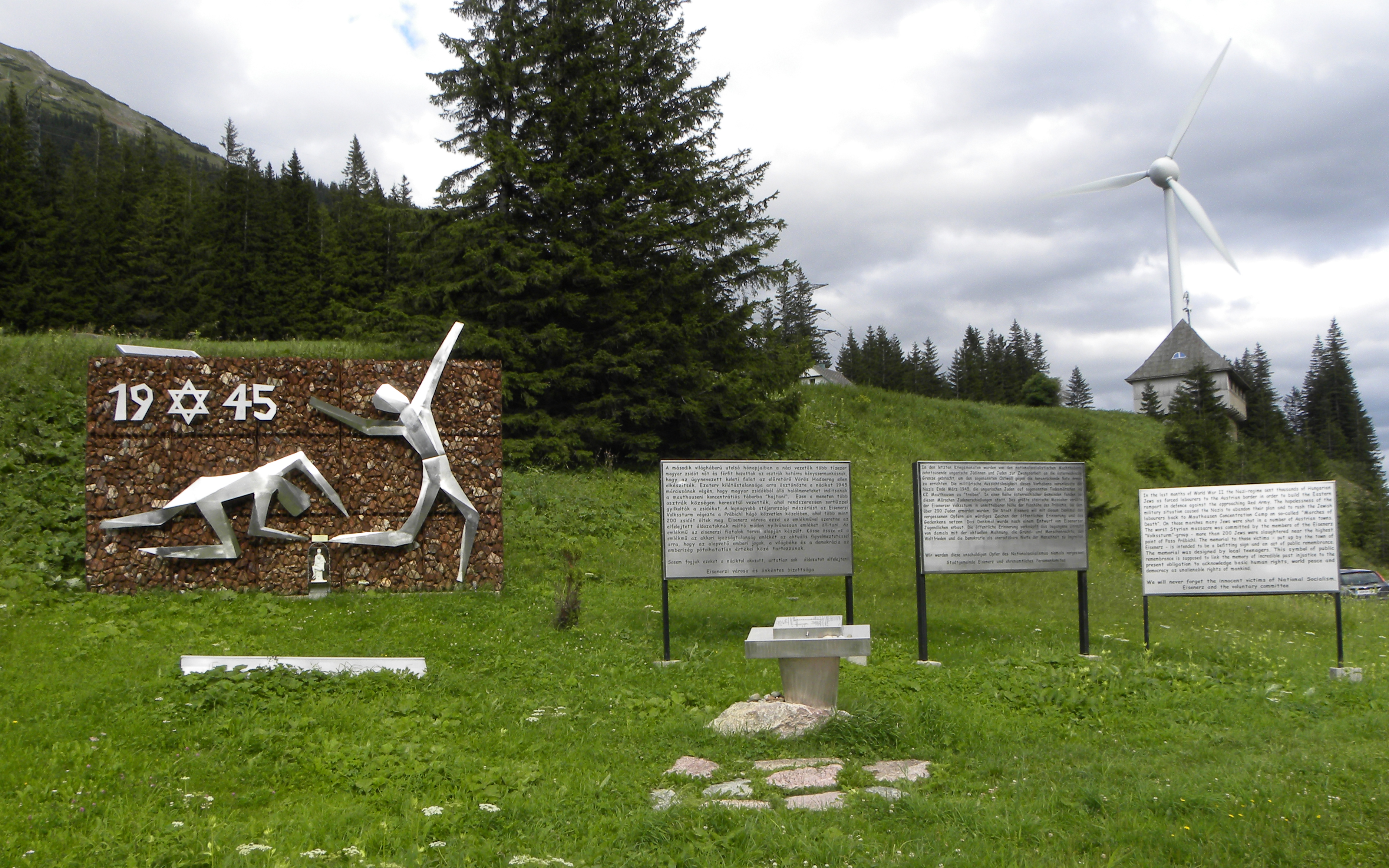
Gedenkstätte für die Opfer des Massakers am Präbichl

Die Eisenerz-Prozesse waren Gerichtsverfahren, die im Frühjahr 1946 von der britischen Besatzungsmacht angestrengt wurden und in Graz (Österreich) stattfanden.
Angeklagt war eine Reihe von Volkssturmmännern aus Eisenerz, die am 7. April 1945 ein Massaker an über 250 ungarischen Juden während eines Todesmarsches am Präbichl (Erzberg) verübten sowie der zuständige Kreisleiter. Von den 18 Angeklagten wurden zuerst zehn (darunter Otto Christandl) zum Tode verurteilt, vier erhielten Haftstrafen und vier wurden aus der Haft entlassen. Die zum Tode Verurteilten wurden am 21. Juni 1946 hingerichtet. Ein weiteres Verfahren endete mit zwei Todesurteilen, von denen jedoch nur eines vollstreckt wurde.